# Magesi Football Club
Il Magesi Football Club, meglio noto come Magesi, è una società calcistica sudafricana con sede nel villaggio di Moletši, nella provincia del Limpopo. Milita nella Premier Division, la massima serie del campionato sudafricano.

## Storia
Originariamente fondato nel 2011 come Tambo FC, al primo anno di militanza nel campionato sudafricano vinse la Regional League, ottenendo la promozione in SAFA Second Division. Nell'agosto 2012 la dirigenza decise di rinominarlo in Magesi FC.
Il club ha vinto il Limpopo Stream della SAFA Second Division 2015-16 e ha proseguito vincendo il loro girone playoff per guadagnarsi la promozione alla National First Division 2016-17. Tuttavia la loro esperienza in seconda divisione non è stata positiva, visto che dopo appena una stagione hanno subito la retrocessione.
Nella stagione 2021-2022 hanno vinto nuovamente i play-off di Limpopo della Second Division e hanno ottenuto la promozione alla National First Division 2022-2023.
Nella stagione 2023-2024 hanno vinto la National First Division, conquistando la promozione in massima serie per la prima volta nella loro storia.
Il 19 ottobre 2024 hanno esordito negli ottavi di finale di Coppa di Lega sudafricana, dove hanno sconfitto l'Orlando Pirates per 3-2. Dopo aver ottenuto altri successi contro TS Galaxy e Richards Bay, hanno raggiunto la finale della competizione, disputata al Free State Stadium contro il M. Sundowns. Dopo essere passati in svantaggio, il Magesi è riuscito a ribaltare il risultato nel secondo tempo e aggiudicarsi l'edizione 2024 della competizione.

## Strutture

### Stadio
Il Magesi disputa le gare interne all'Old Peter Mokaba Stadium di Polokwane. Lo stadio, costruito nel 1976, ha una capienza di 15 000 posti a sedere.

## Allenatori e presidenti
- 2013-2016  Jacky Ledwaba
- 2016-2022  Shepherd Murape
- 2022-2023  Jacky Ledwaba
- 2023-2024  Clinton Larsen
- 2024-2025  Clinton Larsen (1ª-9ª)

 Owen Da Gama (10ª-28ª)
- 2025-2026  John Maduka

- 2011-  Solly Makhubela

## Palmarès

### Competizioni nazionali
- Second Division: 1

2015-2016
- National First Division: 1

2023-2024
- Coppa di Lega sudafricana: 1

2024

### Competizioni provinciali
- Second Division: 4

Limpopo Stream: 2013-2014, 2014-2015, 2015-2016, 2021-2022